# Чорноморський біогеографічний регіон

Біогеографічні регіони Європи й Туреччини: арктичний, бореальний, атлантичний, континентальний, альпійський, паннонський, середземноморський, макаронезійський, степовий, чорноморський та анатолійський регіони

Чорноморський біогеографічний регіон — біогеографічний регіон суші, що межує із заходом і півднем Чорного моря, за визначенням Європейського агентства з навколишнього середовища.

## Обсяг
Чорноморський регіон — це прибережна смуга землі шириною 20–60 кілометрів, яка проходить уздовж узбережжя Румунії, Болгарії та ширшої прибережної смуги на півночі Туреччини та Грузії. Берегова лінія має скелясті затоки та морські скелі, але переважають довгі ділянки низьких піщаних дюн і пляжів, що спускаються в Чорне море. Середовища проживання включають великі площі грязьових і піщаних рівнин, солончаки й болота, і, звичайно, довгі ділянки білих піщаних пляжів, різні типи піщаних дюн.

## Середовище
Море має помірний вплив на клімат, тому температура взимку не опускається значно нижче 0 °C, а влітку не є настільки високою, ніж далі вглиб території. Скелі Каліакра на півночі Болгарії багаті флорою, включаючи багато видів, спільних із сусідніми Степним і Середземноморським регіонами (наприклад, півонія вузьколиста (Paeonia tenufolia) й горицвіт волзький (Adonis volgensis)). Західне Причорномор'я — це Via Pontica, другий за величиною шлях міграції птахів у Європі. Перелітні птахи використовують прибережні озера, болота та лагуни за береговою лінією, а деякі зимують у цих водно-болотних угіддях. Дельта Дунаю є найвідомішим з водно-болотних угідь. За оцінками щоосені понад 90 тис. хижих птахів, 30 тис. пеліканів, 240 тис. лелек подорожують Західним Причорномор'ям на шляху до місць зимівлі. 
У Болгарії та Румунії регіону загрожує розвиток сільського господарства, промисловості, урбанізації та туризму. Саме Чорне море, дуже глибоке внутрішнє море, бідне на кисень і підтримує дуже мало морського життя на більших глибинах. Однак, у Чорному морі було продуктивне рибальство до 1960-х років, коли запаси впали частково через надмірний вилов, а частково через забруднення і вторгнення екзотичних видів.
За останні 50 років у Чорноморському регіоні відбулося багато змін у землекористуванні й вони тривають. На суші прибережна зона все частіше використовується для інтенсивного сільського господарства, промисловості, виробництва електроенергії, мінеральних робіт, судноплавства, розвитку міст і, звичайно, туризму. Як наслідок, значна частина узбережжя була забудована, і розвиток продовжує загрожувати природі Чорноморського регіону.

## Види
Чорноморський регіон є важливим для проживання шпака рожевого (Sturnus roseus) і баклана чубатого (Phalacrocorax aristotelis). Різні водойми є не тільки магнітом для птахів, що розмножуються і мігрують, але вони також є важливим середовищем для розмноження різноманітних риб, земноводних і безхребетних. Букові ліси Західного Причорномор'я, а також заплавні ліси, алювіальні та змішані прибережні ліси, усі вони є важливими місцями для ночівлі та відпочинку кажанів і птахів.
Парк природи Странджа розташований у найпівденнішій точці довгої берегової лінії Болгарії. Значна частина території вкрита великими ділянками дубових лісів із Quercus petraea, Q. frainetto, Q. cerris. Странджа також є єдиним місцем у Європі, де можна знайти рідкісні західнопонтійські букові ліси Fagus orientalis. Уздовж ярів і крутих схилів, він характеризується багатим підліском вічнозелених чагарників, які включають деякі третинні реліктові види, такі як Rhododendron ponticum, Vaccinium arctostaphylos і Daphne pontica.
Мільйони птахів розмножуються на озерах, плавучих островах чи в очеретах і лісах дельти Дунаю. Серед них Pelecanus onocrotalus, Nycticorax nycticorax, Ardeola ralloides, Plegadis falcinellus, Sterna albifrons, Phalacrocorax pygmeus, Circus aeruginosus. Дельта Дунаю також дуже важлива для риби. Тут зареєстровано понад 70 видів, серед яких є кілька ендемічних для регіону.